# Susan Scutti
Susan Scutti és una escriptora, poeta i periodista de ficció estatunidenca que actualment escriu sobre temes mèdics per Newsweek, CNN CBS Philly i Medical Daily.
Scutti va obtenir el seu títol de pregrau a la Universitat de Yale. Després va obtenir un màster en estudis americans a CUNY. Com a poeta, ha publicat un volum de versos The Commute (Paper Kite Press 2011)ISBN 0-9831606-0-0) i va incloure els seus poemes en diverses antologies, com Aloud: Voices from the Nuyorican Poets Café (Holt Paperbacks 1994). i The Outlaw Bible of American Poetry (Thunder's Mouth Press 1999), entre d'altres.
Com a escriptora de ficció ha publicat un llibre de relats; The Renaissance Began with a Muted Shade of Green (Linear Arts 1999-ISBN 1-891219-65-0) i tres novel·les, començant per A kind of Sleep el 2004 (ISBN 0595335993), Second Generation a (ISBN 0595268803) el 2008, independentment, i The Deceptive Smiles of Bredmeyer Deed (2011– disponible com a descàrrega digital de Raven Rock Press). Membre fonamental del col·lectiu literari "The Unbearables", Scutti té obres en diverses de les seves col·leccions.